# Љубиша Јеремић
Љубиша Јеремић (Књажевац, 28. октобар 1938 — Београд, 4. јун 2018) био професор Филолошког факултета у Београду, књижевни критичар, историчар и теоретичар књижевности.

## Биографија
Рођен 1938. у Књажевцу, одрастао и школовао се у Београду, где је на Филолошком факултету дипломирао, магистрирао и докторирао на теме из теорије књижевности и националне књижевне историје. Крајем педесетих година прошлог века почео је да објављује приповетке и књижевне критике. Учествовао је у уређивању београдских часописа Видици, Књижевне новине и Књижевност, као и у раду редакција Савременика Српске књижевне задруге, Педесет српских романа Нолита и књижевне редакције Београдског издавачко-графичког завода. Пензионисао се 2004. године као редовни професор на Катедри за општу књижевност и теорију књижевности Филолошког факултета у Београду где је у оквиру основних студија држао предавања: Поетике европског романтизма, Поетике европског реализма и Тумачења европске прозе 19. и 20. века, а на последипломске студије увео наратолошке студије на курсу под називом Методологија науке о књижевности.
Као књижевни критичар био је протагонист модернијих схватања проучавања књижевности.
Преминуо је 4. јуна 2018. године у Београду у 80. години живота.

## Књиге
- Јутро мудрије (приповетке, прва књига едиције Видици, 1965)
- Приповедачко гледиште у Давичовим Робијама (Зборник историје књижевности, књ. 7, Београд: САНУ,1969)
- Нова српска приповетка (антологија,Београд : Књижевна омладина Србије, 1972) (Своја теоријска схватања о прози је применио у овој антологији)[3]
- Проза новог стила (огледи и критике, Београд: Просвета, 1978)
- Трагички видови старијег српског романа (докторска дисертација, Нови Сад : Књижевна заједница Новог Сада, 1987)
- Глас из времена (огледи и критике, Београд : Београдски издавачко-графички завод, 1993)[7]
- О српским писцима: критике и огледи (Београд: Српска књижевна задруга ; коло 99, књ. 656, 2007)
- Мала књига о Толстоју (Београд : Филип Вишњић,2007)[8][9]
- Књижевност разлике: друга књига о српским писцима (Београд : Службени гласник, 2009)

## Студије
- Историјска поетика као вандоктринарна основа изучавања и наставе опште књижевности. – Београдски књижевни часопис. – Год. IV, бр 12/15 (септембар 2008)
- Књижевни лик у науци о књижевности. – Књижевност и језик. – Год. 51, бр. 1-2, 2004.
- Савремена тумачења романа / Ка савременој настави српског језика и књижевности : зборник радова. – Београд: Друштво за српски језик и књижевност Србије, 2004.
- Изучавање српског романа са становишта поетике жанра / Поетика српске књижевности: зборник радова. – Београд: Институт за књижевност и уметност, 1988.

## Приређивачки рад
Приредио, коментарисао и пропратио огледима:
- Критике Борислава Михаиловића Михиза (Књижевни разговори, 1971)
- Приповетке и сатире Радоја Домановића (Изабрана дела Радоја Домановића, 1989)
- Приповетке Едгара Алана Поа (Најлепше приповетке Едгара Поа, 1990)
- Роман Судбине Мирослава Поповића (1998)

## Награде
- Награда „Милан Богдановић”, за критички текст о књизи Змијин свлак Милована Данојлића, 1979.[10]
- Награда „Исидора Секулић”, за књигу Трагички видови старијег српског романа: од Јакова Игњатовића до Светолика Ранковића, 1987.[10]
- Награда Задужбине „Јаков Игњатовић”, за књигу Трагички видови старијег српског романа, 1991.
- Награда „Станислав Винавер”, за књигу Глас из времена, 1994.[10]
- Награда „Ђорђе Јовановић”, за књигу О српским писцима, 2007.[10]
- Награда „Борисав Станковић”, повеља за животно дело, 2008.[10]